# Dwerg-drijfhorentje
De dwerg-drijfhoren (Pusillina inconspicua) is een slakkensoort uit de familie van de drijfhorens (Rissoidae). De wetenschappelijke naam van de soort werd in 1844 voor het eerst geldig gepubliceerd door Joshua Alder.